# Кабельна вулиця (Київ)
Ка́бельна вулиця — вулиця в Оболонському районі міста Києва, промислова зона Оболонь. Пролягає від Куренівської вулиці до кінця забудови.

## Історія
Виникла у 70-х роках XX століття під назвою Нова, з 1977 року — Кабельна. Початково пролягала від Вербової до Богатирської вулиці, прилучалася вулиця Михайла Гориня.
З 1980-х років фактично втратила назву та стала продовженням Куренівської вулиці з боку Оболоні, розміщені на вулиці підприємства (зокрема, «Київмедспецтранс») отримали адреси по Куренівській вулиці.
За даними довідника «Вулиці Києва», виданого у 1995 році, назви «Куренівська вулиця»/«Кабельна вулиця» вживаються щодо цього відтинку паралельно. У 2010-x роках вулиця знову з'явилася в офіційних документах міста: її було включено до офіційного довідника «Вулиці міста Києва» та містобудівного кадастру.